# Martin Klebba
Martin Klebba, född 23 juni 1969 i Troy i Michigan, är en amerikansk skådespelare och stuntman.

## Filmografi (i urval)
- 2001 – Apornas planet
- 2001 – How High
- 2001 – Snövit
- 2002 – Big Fat Liar
- 2002 – Men in Black II
- 2002 – Austin Powers in Goldmember
- 2003 – National Security
- 2003 – Cradle 2 the Grave
- 2003 – Pirates of the Caribbean: Svarta Pärlans förbannelse
- 2003 – Knee High P.I.
- 2003 – Looney Tunes: Back In Action
- 2003 – Spökhuset
- 2004 – Van Helsing
- 2005 – Americano
- 2006 – Pirates of the Caribbean: Död Mans Kista
- 2007 – Pirates of the Caribbean: Vid världens ände
- 2008 – Hancock
- 2010 – Par i kungar (TV-serie)
- 2012 – Project X – Hemmafesten
- 2012 – Spegel, Spegel
- 2013 – Movie 43
- 2013 – Oz: The Great and Powerful
- 2014 – The Hungover Games
- 2014 – The Bag Man
- 2014 – Left Behind
- 2015 – Jurassic World
- 2015 – Ted 2
- 2016 – Range 15
- 2017 – Pirates of the Caribbean: Salazar's Revenge
- 2025 – Passagen
- 2025 – Snövit

Han har även medverkat i TV-serier som Scrubs och CSI.